# The Castrator Killer
A Kasztráló Gyilkos (The Castrator Killer) egy máig azonosítatlan amerikai sorozatgyilkos neve. Bizonyítottan 1980 és 1986 között 5 férfiáldozatával végzett Wyoming, Pennsylvania, Utah, Georgia, valamint Connecticut államokban, de feltehetően számos további állam területén is szedett áldozatokat, bár ilyesmiről a hatóságoknak nincs tudomása. Az elkövető valamennyi áldozata 21 és 30 év közötti férfi volt, akiket a gyilkos elrabolt, tarkón lőtt, majd eltávolította a heréiket, amely kézjegy után kapta a becenevét és az ügy a megnevezését. A helyszínek nagy földrajzi elszórtsága miatt a hatóságok kezdetben nem kötötték össze a gyilkosságokat, csak 1989 után kapcsolták egymáshoz hivatalosan is az eseteket, amikor is a törvényszéki bizonyítékok alapján a hatóságok megállapították, hogy az áldozatok közül kettőt ugyanazzal a fegyverrel végeztek ki. A nyomozóhatóságok ennek ismeretében gyanítják, hogy a további három emberölést is ugyanaz a személy követhette el.

## A kiherélő gyilkosokról általában
A kiherélők, idegen szóval maszkulátorok, a bűnelkövetők egy ritka csoportját képezik. A gyilkosok ezen válfaja meglehetősen ritkának számít, és az elkövetők többnyire valamilyen pszichés zavarban szenvednek, pl. skizofrénia, bipoláris zavar, antiszociális-vagy disszociatív személyiségzavar.
Ennek az eljárásnak számos fajtája létezik, de általában a szaporító szervek (herék, petefészkek, méh) részleges vagy teljes eltávolítását jelentik, épen hagyva a kötőszöveteket és a környező szerveket. Férfiaknál sok esetben még a pénisz is eltávolításra kerül. Maszkulációt jellemzően belső szaporítószervi elváltozások, azokat érintő daganatos megbetegedések, súlyos sérülések vagy az életet veszélyeztető tényezők esetén alkalmaznak.
A kiherélők többnyire elmebetegek és a támadásokat kapkodva hagyják végre. A herék eltávolítását többnyire a gyilkosság helyszínén végzik el. A maszkulátorok a legtöbb esetben, miután kivágták a heréket, nem szokták azokat elvinni, hanem a bűntény helyszínén vagy ahhoz közel hagyják, bár akadnak kivételek (pl. Andrej Csikatilo). Azok, akik mégis magukkal viszik az áldozat kivágott heréit, többnyire trófeaként formaldehidben tartósítják őket, vagy pedig nem sokkal később megeszik a kivágott heregolyókat.

## A Kasztráló áldozatai
A gyilkos első áldozata egy körülbelül 27 éves férfi volt, akit 1980 augusztusában találtak meg, kb. 20 mérföldre a wyomingi Caspertől. Az áldozatot (akit a hatóságoknak sohasem sikerült azonosítania) a gyilkos egy .38-as kaliberű revolverrel tarkón lőtte, majd kimetszette heréit a herezacskójából.
1981. augusztus 19-én a 30 éves Wayne Leigh Rifendifer meztelen holttestére bukkantak a pennsylvaniai Jersey Shore erdős részén, körülbelül hat mérföldre a 80-as államközi autópályától. A későbbi vizsgálatok megállapították, hogy Rifendifer utolsó lakcíme a Connecticut államban lévő Bridgeportban volt, és autóstoppal járta az országot. Akárcsak az első áldozat esetében, úgy Rifendifert is egy .38-as kaliberű revolverrel lőtték tarkón, mielőtt a gyilkos eltávolította a heréit.
A harmadik gyilkosság kevesebb mint tíz hónappal később, 1982. júniusában történt. Az áldozatot egy horgász fedezte fel Daniel Pass-ben, a utahi Herber City közelében lévő hegyszorosban. A nyomozóknak sikerült megállapítaniuk az áldozat személyazonosságát. A 21 éves Marty James Shook autóstoppal utazott korábban, akit a nevadai Sparksban láttak utoljára élve. A rendőrség talált egy szemtanút, aki arról számolt be, hogy egy hosszú, szőke hajú nőt látott azon a környéken, ott, ahol nem sokkal a megfigyelése után Shook kasztrált holttestére rábukkantak. A titokzatos nőt többen is látták, és valamennyien azt állították, hogy autós fuvart igyekezett szerezni magának, hogy Kansasbe tudjon menni. A nyomozók lehetséges gyanúsítottként felvették az ismeretlen nőt a listájukra, ám sem személyazonosságát, sem hollétét nem sikerült soha kideríteni.
1983 júliusában, Georgiában a rendőrség egy negyedik áldozatra bukkant. Az azonosítatlan áldozat egyetlen ruhadarabja mindössze egy fürdőruha volt, az ismeretlen férfiról nem tudtak ujjlenyomatot venni, a személyazonosságára sosem derült fény. Az azonban kiderült, hogy halálát egy .38-as kaliberű revolverből leadott tarkólövés okozta, majd halála után a gyilkos levágta a herezacskóját, és a testet kidobta a városon kívül. Sem a herezacskót, sem a heréket sosem találták meg.
1986. november 26-án a connecticuti Litchfield közelében megtalálták Jack Franklin Andrews feldarabolt holttestét. Andrews nem volt ismeretlen a törvény előtt: kiterjedt bűnlajstrommal rendelkezett, Kaliforniában, Kansasben, Floridában, Tennesseeben és Oregonban többször letartóztatták különböző bűncselekmények miatt - de Connecticutban soha semmivel sem gyanúsították. Akárcsak a korábbi esetekben, valószínűsíthető, hogy őt is elrabolták. Miután megölte Andrews-t, gyilkosa kasztrálta őt, majd nekilátott megcsonkítani a holttestet, levágva a lábakat és a fejet a törzsről. Az áldozatot később sikeresen azonosították, DNS és ujjlenyomatok segítségével.

## Nyomozás
Egy 1989 novemberében végzett igazságügyi ballisztikai vizsgálat feltárta, hogy az összes áldozatot egy .38-as kaliberű, vélhetően egy Charter Arms gyártmányú revolverrel lőtték le. Minden az összes holttestet kamionsofőrök által gyakran használt utak közelében találták meg, a nyomozó azt gyanították, hogy a gyilkos egy teherautósofőr vagy esetleg egy utazó házalóügynök is lehet, ezt követően pedig segítséget kértek az FBI-tól, hogy a szakemberek alkossanak pszichológiai profilt az elkövetőről.
1991-ben Terry Green FBI ügynök, a VICAP program akkori igazgatója azt gyanította, hogy mivel 1986 után nem történtek további hasonló gyilkosságok, több mint valószínű, hogy az elkövető vagy meghalt, börtönbe került más bűncselekmény miatt, vagy elhagyta az Egyesült Államokat.
A 2000-es években San Franciscóban a rendőrség letartóztatott egy helyi lakost, akinek a házában egy levágott emberi herezacskót tartalmazó konzerválófolyadékot találtak. A szövetet kivizsgálásra küldték, hogy szövetmintát vehessenek az áldozat személyazonosságának megállapítására, de a herezacskó hosszú távú konzerválása miatt a szakembereknek nem sikerült DNS-mintát kinyerniük a szövetből.Az igazságügyi orvosszakértő, miután az eredeti nyomozati anyagok során készült fényképek alapján megvizsgálta az áldozatok sebeinek széleit és formáját, arra a következtetésre jutott, hogy a herezacskó nem tartozott egyik ismert áldozathoz sem.
2021-ig a Kasztráló gyilkosságok egyikét sem sikerült megoldania a hatóságoknak, és a sorozatgyilkossági ügy a mai napig megoldatlan.

## Forrás
https://reasonedcrimechronicle.com/castration-killer-myth-or-reality/